# Vinita
Vinita település az Amerikai Egyesült Államok Oklahoma államában, Craig megyében, melynek megyeszékhelye is. Lakosainak száma 5193 fő (2020. április 1.).

## Népesség
A település népességének változása:

| 2010 | 5 743 |
| 2020 | 5 193 |